# Aartsbisdom Marseille

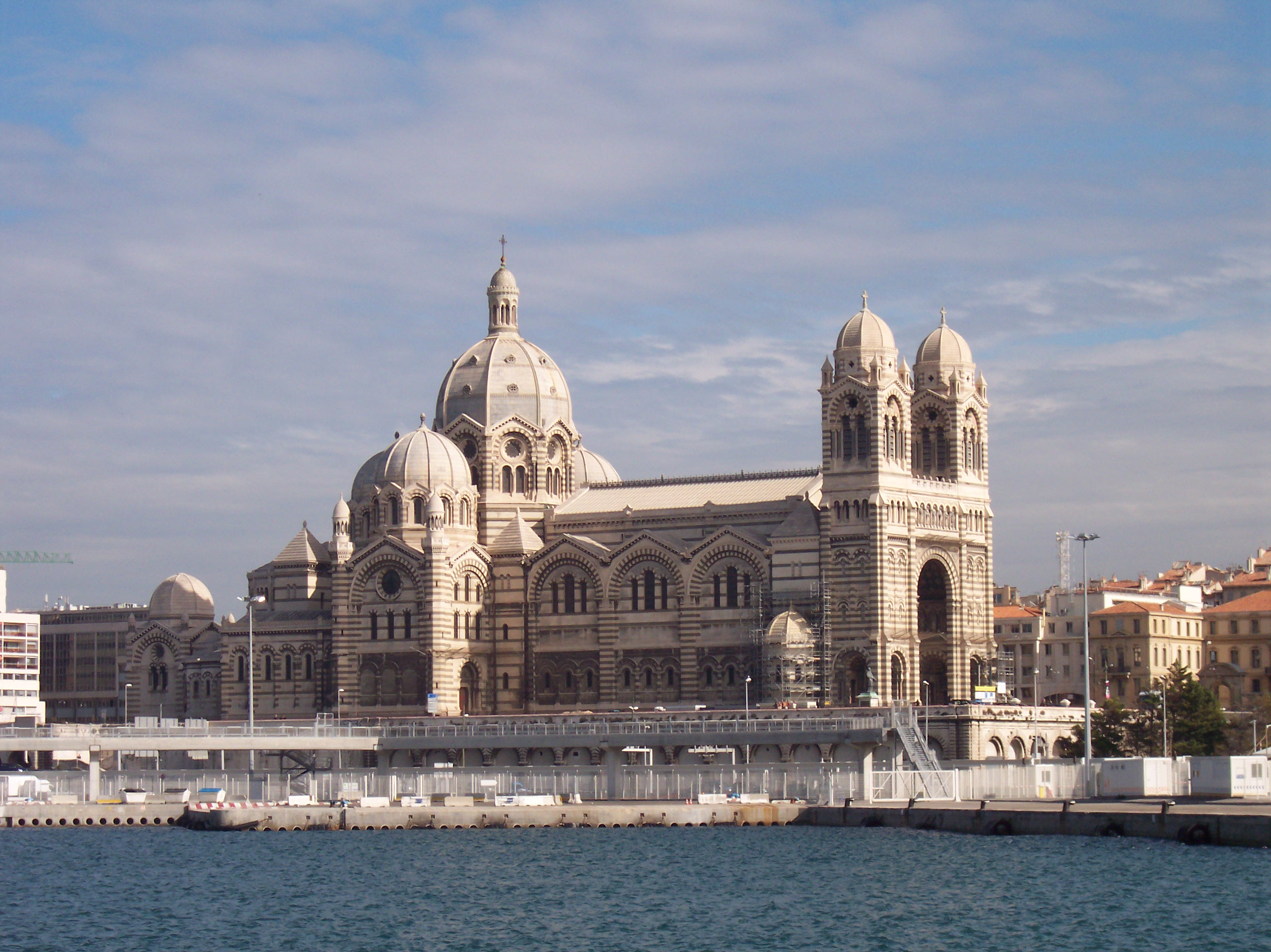
De Cathédrale Sainte-Marie-Majeure de Marseille

Het aartsbisdom Marseille (Latijn: Archidioecesis Massiliensis; Frans: Archidiocèse de Marseille) is een in Frankrijk gelegen rooms-katholiek aartsbisdom met zetel in de stad Marseille. De zetelkerk is Cathédrale Sainte-Marie-Majeure de Marseille. De aartsbisschop van Marseille is metropoliet van de kerkprovincie Marseille waartoe ook de volgende suffragane bisdommen behoren:
- aartsbisdom Aix
- bisdom Ajaccio
- aartsbisdom Avignon
- bisdom Digne
- bisdom Fréjus-Toulon
- bisdom Gap
- bisdom Nice

Van de drie aartsbisdommen in de kerkprovincie is enkel dat van Marseille het metropole hoofdbisdom. De aartsbisdommen van Aix-en-Provence en Avignon worden geleid door een aartsbisschop omwille van het historisch belang van de betrokken bisdommen.
Naast de titelkerk zijn er nog drie andere basilieken in het aartsbisdom: de Notre-Dame-de-la-Garde, de Basilique du Sacré-Cœur en de kerk van de Abdij Saint-Victor, alle drie in Marseille.

## Geschiedenis
Het bisdom werd ingericht in de eerste eeuw na Christus, de kerstening vatte aan van bij de ontscheping van Lazarus en de drie Maria's in de omgeving van Marseille. Het bisdom werd een tijdlang bestuurd vanuit de Abdij Saint-Victor, gebouwd bij de graven van martelaren. Van 1801 tot 1822 werd het bisdom opgeheven, en behoorde het gebied tot het aartsbisdom van Aix-en-Provence. Op 30 januari 1948 werd het bisdom Marseille verheven tot een aartsbisdom.
De territoriale grenzen van het huidige aartsbisdom vallen samen met deze van het arrondissement Marseille. De kerkprovincie omvat de regio Provence-Alpes-Côte d'Azur en het eiland Corsica (de Collectivité territoriale van Corsica). Illustere bisschoppen van het bisdom waren Charles Gaspard Guillaume de Vintimille du Luc, Jean Baptiste kardinaal de Belloy, de heilig verklaarde Eugène de Mazenod, Roger kardinaal Etchegaray, Robert kardinaal Coffy en Bernard kardinaal Panafieu. De huidige aartsbisschop is sinds 8 augustus 2019 Jean-Marc Noël Aveline.

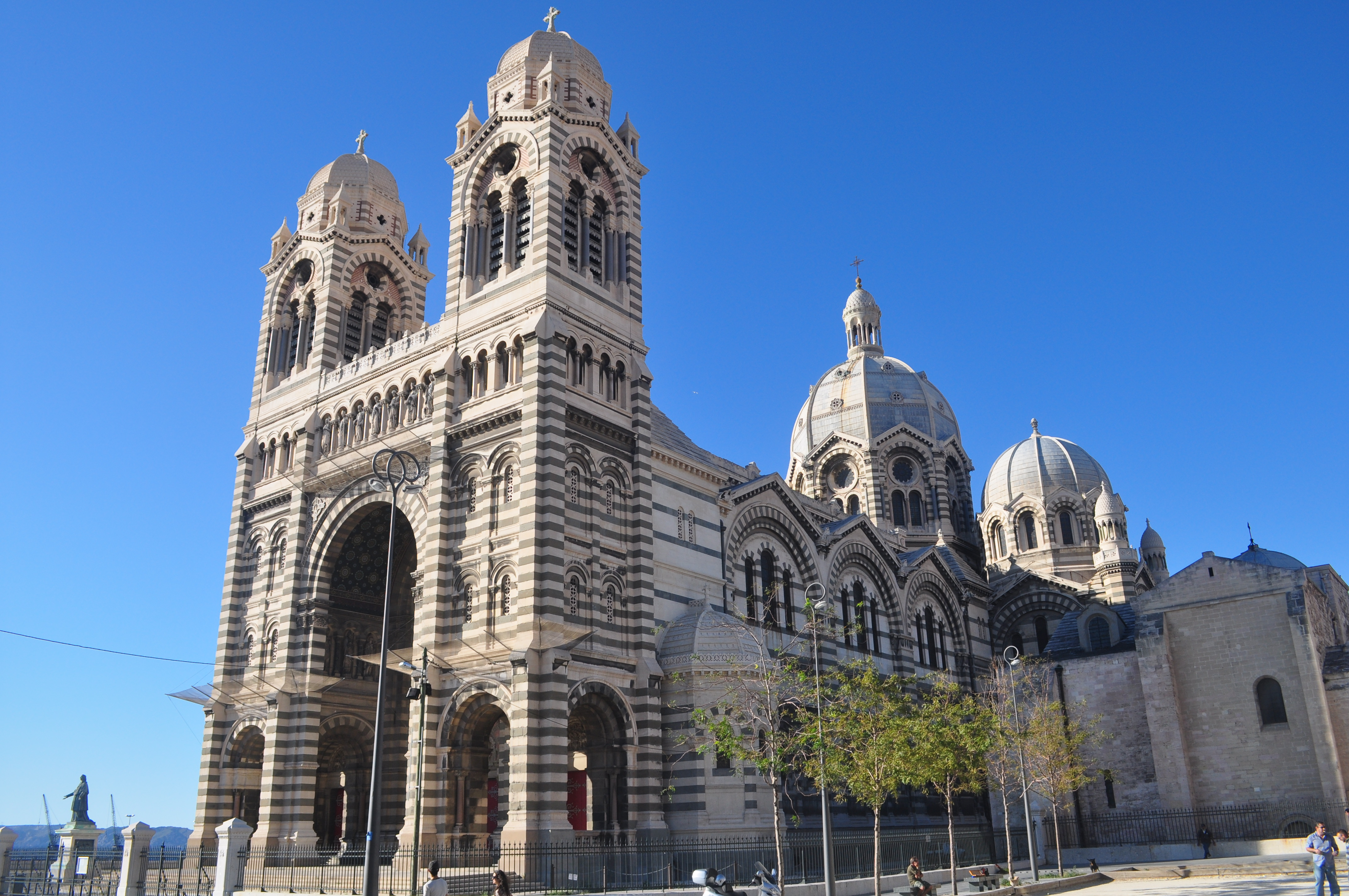
De Cathédrale Sainte-Marie-Majeure de Marseille.
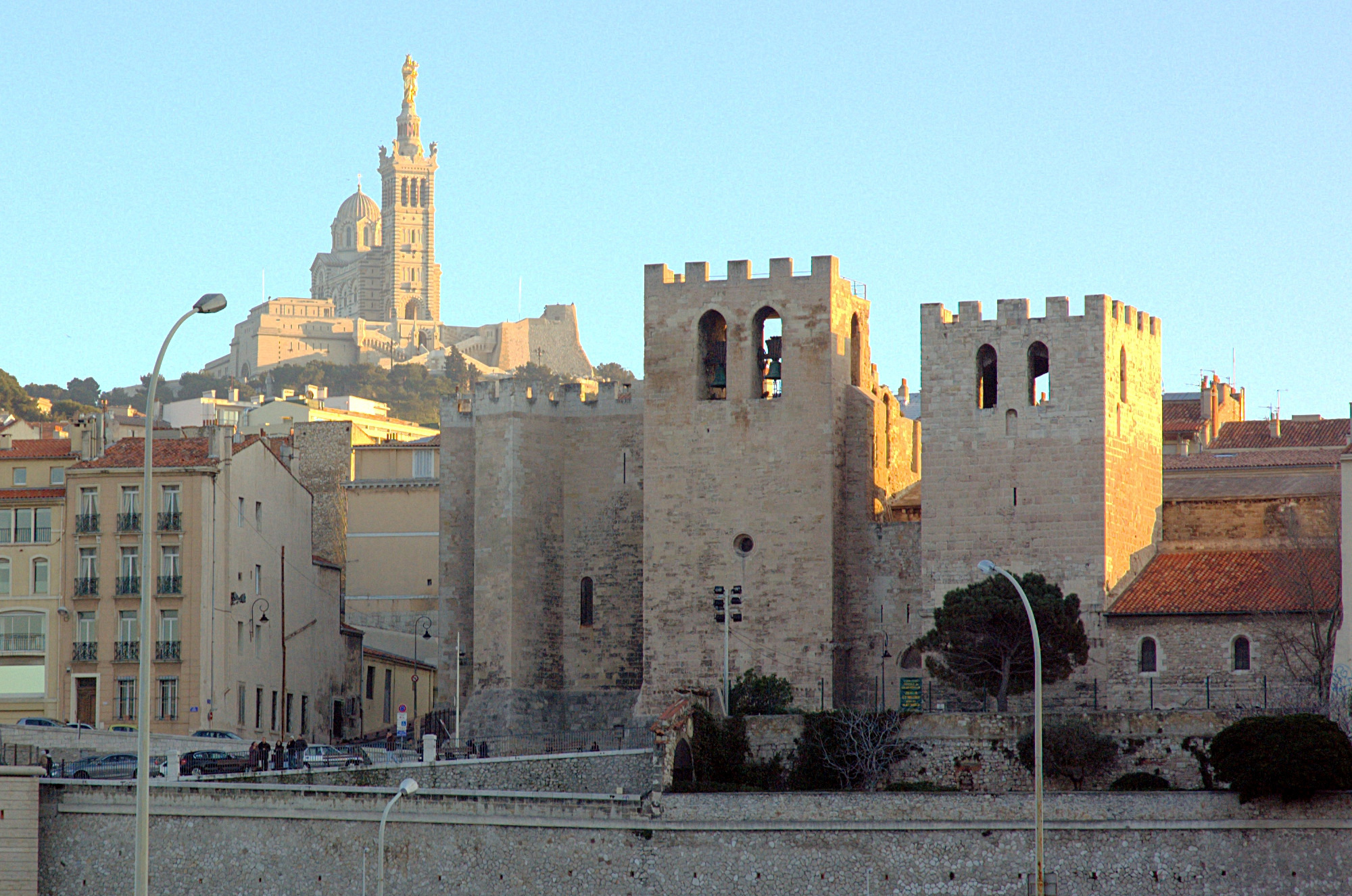
De Abdij Saint-Victor op de voorgrond en de Notre-Dame-de-la-Garde op de top van de heuvel.

### Aartsbisschoppen van Marseille
| Periode     | Naam                   |
| ----------- | ---------------------- |
| 1956 - 1966 | Marc-Armand Lallier    |
| 1966 - 1970 | Georges Jacquot        |
| 1970 - 1984 | Roger Etchegaray       |
| 1985 - 1995 | Robert Coffy           |
| 1995 - 2006 | Bernard Panafieu       |
| 2006 - 2019 | Georges Pontier        |
| 2019 -      | Jean-Marc Noël Aveline |

Marseille (aartsbisdom) · Aix (aartsbisdom) · Ajaccio · Avignon (aartsbisdom) · Digne · Fréjus-Toulon · Gap · Nice